# Miksa Falk

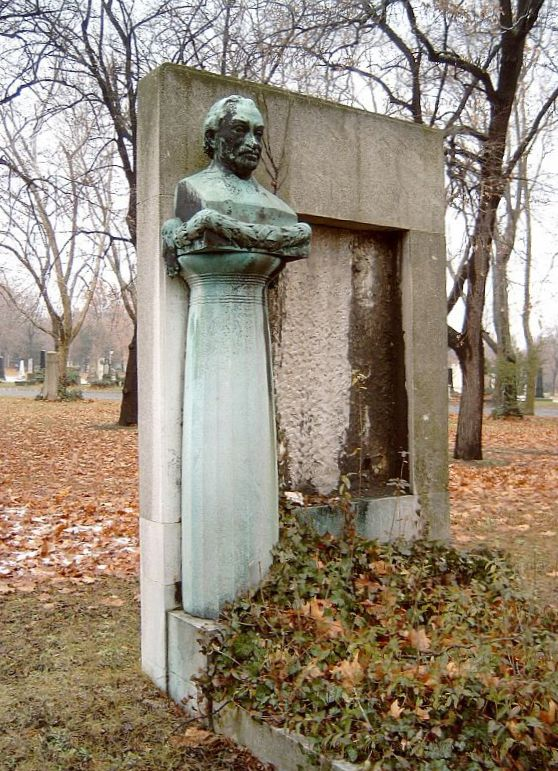

Miksa Falk, inaczej Maximilian Falk (ur. 7 października 1828 w Peszcie, zm. 10 września 1908 w Budapeszcie) – węgierski dziennikarz i polityk pochodzenia żydowskiego, przeszedł na chrześcijaństwo. Był redaktorem naczelnym dziennika Pester Lloyd.